# Arnold Angenendt

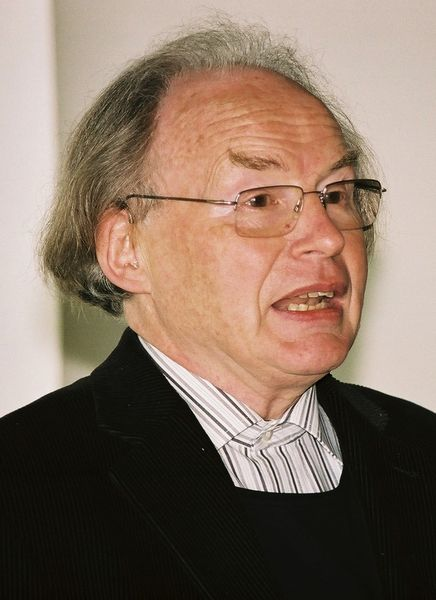
Arnold Angenendt im Jahr 2007, aufgenommen von Werner Maleczek auf einer Reichenau-Tagung des Konstanzer Arbeitskreises für mittelalterliche Geschichte

Arnold Everhard Angenendt (* 12. August 1934 in Asperden; † 8. August 2021 in Münster) war ein deutscher römisch-katholischer Priester, Theologe und Kirchenhistoriker.
Er lehrte von 1981 bis 1982 als Professor für Liturgiewissenschaft und von 1983 bis 1999 als Professor für Mittlere und Neuere Kirchengeschichte an der Universität Münster. Angenendt gehörte zu den profiliertesten Kirchenhistorikern in Deutschland. Seine Darstellung Geschichte der Religiosität im Mittelalter wurde zum Standardwerk und machte ihn in der Fachwelt zum führenden Spezialisten der mittelalterlichen Kirche und Religiosität.

## Leben
Arnold Angenendt wuchs als Sohn eines Bauern in Asperden auf. Ab 1940 besuchte er die dortige Volksschule und von 1946 bis 1955 das Altsprachliche Gymnasium Collegium Augustinianum Gaesdonck, wo er 1955 das Abitur ablegte. Er studierte von 1955 bis 1961 katholische Theologie, Geschichte und Kunstgeschichte an den Universitäten Münster (1955–1956/57; 1959–1961/62), Freiburg im Breisgau (1957–1957/58) und München (1958–1958/59). Nach seiner Priesterweihe in Münster war er von 1963 bis 1965 als Kaplan und Religionslehrer in der Gemeinde St. Georg in Vreden und dann als Subsidiar in St. Stephanus in Münster tätig. Er war von Sommersemester 1965 bis Sommersemester 1969 Assistent in Münster und Bonn bei Eduard Hegel. Von September 1969 bis März 1973 war er Studienleiter am Collegium Borromäum. Er wurde 1971 bei Hegel mit einer Arbeit über Pirmin und die monastischen Vorstellungen des frühen Mittelalters promoviert. Von 1973 bis 1975 hatte er einen Studienaufenthalt in Rom als Mitglied des Päpstlichen Priesterkollegs am Campo Santo Teutonico. Am 4. Juli 1975 erfolgte in Münster die Habilitation im Fach Kirchengeschichte mit der Arbeit Taufe und Politik im frühen Mittelalter. Diese Arbeit erschien 1984 unter dem Titel Kaiserherrschaft und Königstaufe.
Angenendt war 1975/76 Visiting Professor am Pontifical Institute of Medieval Studies in Toronto. Von 1976 bis 1980 lehrte er als Universitätsprofessor Mittlere und Neuere Kirchengeschichte an der Ruhr-Universität Bochum. Im Jahr 1981 wurde er auf den Lehrstuhl für Liturgiewissenschaft nach Münster berufen und folgte dort zwei Jahre später seinem Lehrer Erwin Iserloh auf den Lehrstuhl für Mittlere und Neuere Kirchengeschichte nach. Er besuchte 1984 Lehrveranstaltungen bei Georges Duby in Paris. Von 1992 bis 1999 war er Mitglied des interdisziplinären Sonderforschungsbereiches 231 in Münster „Pragmatische Schriftlichkeit im Mittelalter“. Er war 1994 Sprecher des interdisziplinären Graduiertenkollegs „Schriftkultur und Gesellschaft im Mittelalter“. Von 1991 bis 1999 war er Rektor der katholischen Universitätskirche, der Dominikanerkirche in Münster. Seine Emeritierung erfolgte am 30. September 1999. Auf seinem Lehrstuhl folgte ihm Hubert Wolf nach. Wie kaum ein anderer katholischer Kirchenhistoriker seiner Generation wirkte Angenendt schulbildend. Nicht weniger als fünf seiner Schülerinnen und Schüler erhielten einen Lehrstuhl. Bedeutende akademische Schüler von Angenendt sind Wilhelm Damberg, Andreas Holzem, Stefan Klöckner, Hubertus Lutterbach, Gisela Muschiol, Philip Naameh, Joachim Schmiedl, Barbara Stühlmeyer, Ludger Stühlmeyer und Stefan Zekorn. Vor allem für die Erforschung der Frömmigkeit des Mittelalters hat die Angenendt-Schule wichtige Beiträge geliefert. Seit Januar 2000 war er Mitglied des interdisziplinären Sonderforschungsbereich 496 Münster „Symbolische Kommunikation und gesellschaftliche Wertsysteme vom Mittelalter bis zur französischen Revolution“ und leitete dort auch das Projekt A4 „Liturgie im Mittelalter“ des Sonderforschungsbereichs 496 der DFG: „Symbolische Kommunikation und gesellschaftliche Wertesysteme vom Mittelalter bis zur französischen Revolution“ an der Universität Münster. Von 2008 bis 2016 leitete er dort das Projekt „Sexualität und Ehe in religionsgeschichtlicher Perspektive“ des Exzellenzclusters „Religion und Politik“.
Angenendt war 1986/87 Mitglied des Princeton Institute for Advanced Study, und 1999 Gastprofessor an der École des Hautes Études en Sciences Sociales in Paris. Er wurde 1997 zum Mitglied der Nordrhein-Westfälischen Akademie der Wissenschaften (Klasse für Geisteswissenschaften) gewählt. Ihm wurde 1999 die theologische Ehrendoktorwürde der Universität Lund verliehen. 1979 wurde er zum ordentlichen Mitglied der Historischen Kommission für Westfalen gewählt, ab 2009 war er deren korrespondierendes Mitglied. Als erster Geistlicher hielt er 2011 im Kreml einen Vortrag zum Thema: „Die Theologie der Gabe“. Der Vortrag fand im Rahmen einer Tagung, die das Exzellenzcluster „Religion und Politik“ zusammen mit dem Deutschen Historischen Institut und der Moskauer Lomonossow-Universität veranstaltete, statt.
Arnold Angenendt starb in Münster am 8. August 2021, vier Tage vor seinem 87. Geburtstag. Er wurde am 16. August 2021 auf dem Zentralfriedhof Münster beigesetzt. Stefan Zekorn, Münsteraner Weihbischof und akademischer Schüler Angenendts, stand dem Requiem in der St.-Theresia-Kirche vor.

## Forschungsschwerpunkte
Seine Forschungsschwerpunkte waren die mittelalterliche Religions- und Mentalitätsgeschichte, Liturgie, Opfer, Kirchliche Kunstgeschichte, und Heiligenverehrung. Mit seinen Arbeiten hatte Angenendt wesentlich Anteil an einer Neuorientierung der Liturgiegeschichtsschreibung. Als großes Verdienst Angenendts gilt, dass er mentalitäts- und sozialgeschichtliche Ansätze, wie sie vor allem von der Annales-Schule in Frankreich entwickelt wurden, in die deutsche Kirchengeschichtsschreibung integriert hat. Dies wird nicht zuletzt an seiner mentalitäts- und sozialgeschichtlich geprägten Darstellung Geschichte der Religiosität im Mittelalter (1997) deutlich. Nach jahrzehntelanger Arbeit legte er damit eine Darstellung von knapp tausend Seiten und über 5500 Anmerkungen vor. Mit seinem Hauptwerk schloss er die von Peter Dinzelbacher angemahnte Forschungslücke. Dieser hatte 1990 eine interdisziplinär angelegte Geschichte der mittelalterlichen Religiosität von einem „einzigen Bearbeiter“ gefordert. Seine Darstellung Das Frühmittelalter. Die abendländische Christenheit von 400–900 wurde zum Standardwerk. Mit dieser Studie legte er seit Hans von Schubert die erste Geschichte der christlichen Kirche im Frühmittelalter seit langem vor.
Im Rahmen der Enzyklopädie deutscher Geschichte veröffentlichte er 2003 einen Band über Grundformen der Frömmigkeit im Mittelalter. Angenendt verstand die Christianisierung des mittelalterlichen Europas unter entwicklungsgeschichtlicher Perspektive als eine „Auseinandersetzung einer Hochreligion mit einfachreligiösen Systemen“. Das Spätmittelalter erfuhr in seiner Darstellung eine deutliche Aufwertung. Nach Angenendt gab das Spätmittelalter der „Christianisierung in Deutschland einen geradezu einzigartigen Schub“. Große Bedeutung räumte er den Ritualen ein: „Eine ausschließlich weltliche Rechtsordnung gab es lange Zeit nicht. Das Leben war vielmehr eingebettet in die Riten der Religion, und von Liturgie war gerade auch das Phänomen Herrschaft durchsetzt.“ Er veröffentlichte 2013 mit „Offertorium“ über das mittelalterliche Messopfer eine Gesamtdarstellung der mittelalterlichen Messe.
Angenendt bezog wiederholt mit historischen Argumenten gegen die katholische Sexualmoral und den Zwangszölibat Stellung. Mit einem 2011 veröffentlichten Beitrag in der „Süddeutschen Zeitung“ sorgte er im innerkirchlichen Bereich für Aufsehen. Darin vertrat er zum Zölibat die These: „Der Zölibat basiert auf einem archaischen Reinheitskult, den Jesus überwinden wollte.“ In seinem 2015 veröffentlichten Buch Ehe, Liebe und Sexualität im Christentum trat er für eine Reform der katholischen Sexuallehre und ein Überdenken des Pflichtzölibats ein.
Mehrere seiner Arbeiten befassten sich mit dem Bistum Münster. Er war Herausgeber einer fünfbändigen Geschichte des Bistums. Zum 1200-jährigen Jubiläum der Diözese konnten 1998 drei Bände vorgelegt werden. Darin behandelte er die Frühgeschichte des Bistums. Anlässlich des 1200. Jahrestages (30. März 805) der Bischofsweihe Liudgers zum Bischof von Münster legte er eine Zusammenfassung des Wissensstandes vor.

## Schriften
Schriftenverzeichnis
- Liturgie im Mittelalter. Ausgewählte Aufsätze zum 70. Geburtstag (= Ästhetik – Theologie – Liturgik. Bd. 35). Herausgegeben von Thomas Flammer und Daniel Mayer. LIT, Münster u. a. 2004, ISBN 3-8258-7505-9, S. 422–433.

Aufsatzsammlungen
- Liturgie im Mittelalter. Ausgewählte Aufsätze zum 70. Geburtstag (= Ästhetik – Theologie – Liturgik. Bd. 35). Herausgegeben von Thomas Flammer und Daniel Mayer. LIT, Münster u. a. 2004, ISBN 3-8258-7505-9 (2. Auflage. ebenda 2005) (14 Beiträge, die bis auf zwei bereits zwischen 1977 und 2001 erschienen sind, wurden wieder abgedruckt).
- Die Gegenwart von Heiligen und Reliquien. Eingeleitet und herausgegeben von Hubertus Lutterbach. Unter Mitarbeit von Sebastian Eck. Aschendorff, Münster 2010, ISBN 978-3-402-12836-7 (Festgabe zum 75. Geburtstag mit acht seiner Aufsätze, die erstmals zwischen 1991 und 2002 veröffentlicht worden sind).

Monographien
- Monachi peregrini. Studien zu Pirmin und den monastischen Vorstellungen des frühen Mittelalters (= Münstersche Mittelalter-Schriften. Bd. 6). Fink, München 1972, ISBN 3-7705-0605-7 (Zugleich: Münster, Universität, theol. Dissertation, 1969).
- Kaiserherrschaft und Königstaufe. Kaiser, Könige und Päpste als geistliche Patrone in der abendländischen Missionsgeschichte (= Arbeiten zur Frühmittelalterforschung. Bd. 15). De Gruyter, Berlin u. a. 1984, ISBN 3-11-009898-9.
- Das Frühmittelalter. Die abendländische Christenheit von 400–900. Kohlhammer, Stuttgart u. a. 1990, ISBN 3-17-009016-X (3. Auflage. ebenda 2001, ISBN 3-17-017225-5).
- Heilige und Reliquien. Die Geschichte ihres Kultes vom frühen Christentum bis zur Gegenwart. Beck, München 1994, ISBN 3-406-38096-4 (2., überarbeitete Auflage. ebenda 1997, ISBN 3-406-42867-3).
- Geschichte der Religiosität im Mittelalter. Primus-Verlag, Darmstadt 1997, ISBN 3-89678-017-4 (4. Auflage, korrigierter Nachdruck der 3. Auflage 2005). ebenda 2009, ISBN 978-3-89678-655-5.
- Mission bis Millennium. 313–1000 (= Geschichte des Bistums Münster. Bd. 1). Dialogverlag, Münster 1998, ISBN 3-933144-06-X.
- Liturgik und Historik. Gab es eine organische Liturgie-Entwicklung? (= Quaestiones disputatae. Bd. 189). Herder, Freiburg (Breisgau) u. a. 2001, ISBN 3-451-02189-7.
- Grundformen der Frömmigkeit im Mittelalter (= Enzyklopädie deutscher Geschichte. Bd. 68). Oldenbourg, München 2003, ISBN 3-486-55703-3 (2. durchgesehene Auflage. ebenda 2004, ISBN 3-486-55700-9.)
- Liudger. Missionar, Abt, Bischof im frühen Mittelalter. Aschendorff, Münster 2005, ISBN 3-402-03417-4.
- Toleranz und Gewalt. Das Christentum zwischen Bibel und Schwert. Aschendorff, Münster 2007, ISBN 978-3-402-00215-5 (5., aktualisierte Auflage. ebenda 2009; Rezension in der FAZ, Rezension in der ZEIT, Rezension in der taz).
- Die Revolution des geistigen Opfers. Blut – Sündenbock – Eucharistie. Herder, Freiburg (Breisgau) u. a. 2011, ISBN 978-3-451-30519-1.
- Offertorium. Das mittelalterliche Messopfer (= Liturgiewissenschaftliche Quellen und Forschungen. Bd. 101). Aschendorff, Münster 2013, ISBN 978-3-402-11264-9 (3., korrigierte und erweiterte Auflage. ebenda 2014).
- Ehe, Liebe und Sexualität im Christentum. Von den Anfängen bis heute. Aschendorff, Münster 2015, ISBN 978-3-402-13146-6.
- „Lasst Beides wachsen bis zur Ernte“. Toleranz in der Geschichte des Christentums. Aschendorff, Münster 2018, ISBN 978-3-402-13246-3.

Herausgeberschaften
- Geschichte des Bistums Münster. Dialogverlag, Münster 1998–2006.